# Бестужева, Елена Александровна
Еле́на Алекса́ндровна Бесту́жева (1792 — 2 января 1874) — сестра декабристов Бестужевых, после ареста которых стала моральной и материальной опорой семьи. Поддерживала тесную связь с отправленными в Сибирь и на Кавказ братьями. Издавала сочинения писателя А. А. Бестужева-Марлинского. После смерти младших братьев и матери добилась разрешения выехать в Селенгинск и провела там рядом с Н. А. и М. А. Бестужевыми более десяти лет. Сохранила их письма, значительную часть архива и живописного наследия.

## Биография

### Происхождение и образование
Отец — Александр Федосеевич Бестужев (1761—1810), потомственный дворянин, офицер-артиллерист, с 1800 года — правитель канцелярии Академии художеств, автор опубликованного труда «О воспитании военном относительно благородного юношества», издатель, статский советник. Мать — Прасковья Михайловна (1775—1846), происходила из семьи нарвских мещан.
Братья — Николай (1791—1855), Александр (1797—1837), Михаил (1800—1871), Пётр (1804—1840), Павел (1808—1846).
Сёстры — близнецы Мария и Ольга (?—1889).
Окончила Смольный институт благородных девиц. После смерти отца постоянно жила в принадлежавшем семье имении в селе Сольцы Новоладожского уезда Санкт-Петербургской губернии или в Петербурге в небольшом двухэтажном доме «о семи окнах» купца М. М. Гурьева на 7-й линии Васильевского острова, в котором братья Бестужевы провели с матерью и сёстрами последний вечер накануне событий на Сенатской площади.

### После 14 декабря 1825 года
Последствия событий 14 декабря 1825 года оставили семью не только в сострадании судьбам их участников, но и в тяжёлом материальном положении. Е. А. Бестужева приняла на себя заботу о матери и младших сёстрах, вела хозяйство в небогатом имении, поддерживала арестованных и отправленных в Сибирь и на Кавказ братьев. А. А. Бестужев назвал её «образцом сестёр», «хлопотальницей за всех нас», добавив, что «отрадно быть братом этой души высокой». С 1832 года внимание Е. А. Бестужевой потребовалось и заболевшему на Кавказе тяжёлой формой психического расстройства и уволенному в отставку из армии брату Петру, которому было позволено жить в семейном имении, но при этом «воспретить ему въезд в столицы и учредить за ним присмотр».
Историк М. И. Семевский писал:

«…трудно представить себе более благородную, самоотверженную жизнь, какую провела эта замечательная девушка. С ранних лет поддержка слабой матери, воспитательница и руководительница в жизни младших сестёр, Елена Бестужева в 1825 году разом теряет пять братьев. Отныне она делается каким-то гением спасителем в своей разбитой семье: она поддерживает окончательно убитую горем мать, навещает — среди множества препятствий — узников-братьев, из последних средств шлёт им постоянно всё необходимое в Сибирь и на Кавказ».

Так как П. М. Бестужева надеялась на разрешение выехать к старшим сыновьям в Сибирь, Е. А. Бестужева в 1844 году, готовясь к предполагаемому отъезду, продала имение в Сольцах и отпустила на волю три десятка крепостных, но, по её воспоминаниям, «нам в первый раз было повещено, что государь император, по некоторым причинам и для нашей собственной пользы, к отъезду для жительства с братьями не соизволяет». После того, как в 1846 году в Москве скончалась Прасковья Михайловна, она обратилась к властям с повторной просьбой и добилась разрешения уехать вместе с сёстрами в Селенгинск. Местное начальство получило предписание «о подчинении девиц Елены, Марии и Ольги Бестужевых, которым дозволено прибыть в Сибирь для совместного жительства с братьями, ограничениям, какие существуют для жён государственных преступников».
В 1847 году она вместе с сестрами переехала в Селенгинск. Вернулись в Москву в 1858 году — после смерти в 1855 году Н. А. Бестужева и объявления в 1856 году амнистии декабристам.
Умерла в Москве. Похоронена на Ваганьковском кладбище (13 уч.).

## Участие в творческой жизни братьев
Е. А. Бестужева использовала все возможности, чтобы не только помогать братьям-изгнанникам материально, но и поддерживать их творческие устремления.
Она принимала деятельное участие в публикации собрания литературных произведений А. А. Бестужева (Марлинского). В письме от 1 июля 1833 года из Дербента писатель, в связи с некоторыми финансовыми проблемами, просил К. А. Полевого обращаться к сестре Елене Александровне, «для которой все мои заветы священны».
В 1832—1834 годах Е. А. Бестужевой удалось издать, хотя и без указания имени автора, «Русские повести и рассказы» брата Александра в восьми книгах и, в связи c общественным интересом, переиздать в 1836—1837 годах. В 1838 году Е. А. Бестужева выпустила не только четыре новые книги сочинений Александра, но и третье издание первых восьми.
В 1839 году Н. А. Бестужев писал сестре: «Спасибо… за шесть первых частей Марлинского. Мы теперь с нетерпением ждем его портрета и остальных 6 томов,— издание прекрасное, бумага и шрифт чудесные, скажи, пожалуй, душечка сестрица, сколько вы напечатали экземпляров и что тебе обошлось издание. Ты писала, что одна бумага стоит 18 тысяч; все эти вещи для нас, не только братьев, но и для всех товарищей, очень любопытны».
В первом томе сборника «Сто русских литераторов» в 1839 году произведения Бестужева-Марлинского впервые сопровождались факсимиле «бунтовщика» и портретом. Николай I был возмущён публикацией портрета: «Его развесили везде, а он хотел нас перевешать» и предписал изъять портреты автора из всех непроданных экземпляров сборника. Е. А. Бестужева вспоминала: «Жандармы схватились. Ко мне требование об уничтожении. Я было сопротивляться, что не мне же публику обманывать, нет. Пошли в кладовые выдирать…»
В 1865 году Е. А. Бестужева с материальной помощью С. Г. Волконского предприняла попытку нового издания сочинений брата, но удалось отпечатать лишь один выпуск, содержавший три рассказа писателя.
Запрет на публикацию произведений под собственным именем до самой смерти распространялся и на Н. А. Бестужева. В 1858 году Елена Александровна передала в журнал «Семейный круг» его рассказ «Шлиссельбургская станция», но отказалась от публикации из-за поставленного условия, что имя автора не будет упомянуто. Только в 1860 году Е. А. Бестужева смогла издать его под названием «Отчего я не женат» в сборнике «Рассказы и повести старого моряка Н. Бестужева», в который вошла и повесть брата «Русский в Париже 1814 года» и его «Опыт истории российского флота».
Е. А. Бестужева на протяжении многих лет посылала Н. А. Бестужеву всё необходимое для его занятий живописью — рисовальную бумагу, краски письма. После смерти брата она сохранила и привезла в Москву его рисунки и портреты декабристов и их жён. Через несколько лет она из-за финансовых проблем была вынуждена продать их издателю и коллекционеру К. Т. Солдатёнкову, что, в конечном счёте, позволило сохранить собрание почти целиком.
Воспоминания Е. А. Бестужевой, как и сбережённые ею документы братьев стали ценным источником биографических сведений о них. Характеризуя её роль в формировании исторического портрета участников движения декабристов, М. И. Семевский с благодарностью писал о «множестве писем и бумаг Бестужевых, переданных в наше распоряжение Еленой Александровной Бестужевой».

## Образ в литературе
Образ самоотверженной и поэтичной сестры декабристов заинтересовал российских литераторов.
Б. Ш. Окуджава включил её в число героев своей первой пьесы «Глоток свободы», поставленной в 1967 году Ленинградским театром юного зрителя, а затем в театрах Иркутска и Красноярска.
Писатель Б. А. Голлер в повести «Петербургские флейты» посвятил ей главу — «Елена — сестра декабристов».

## Комментарии
1. ↑  В Государственном историческом архиве Ленинградской области сохранился ответ на запрос Новоладожского уездного предводителя дворянства о ближайших родных государственных преступников Бестужевых от 29 августа 1826 года: «…из всех значущихся в приложенной ведомости преступников имеются в здешнем уезде Александр, Михаил, Николай и Петр Бестужевы: общее с матерью их Статской Советницей Прасковьей Бестужевой и сестрами недвижимое имение, состоящее в 34 ревизских душах с усадьбою» (Фонд 536, опись 9. Единица хранения 2314, лист 8).
2. ↑  В июле 1840 года по просьбе матери Петра Бестужева всё-таки перевели в больницу в Петербург, но уже через месяц он скончался.
3. ↑  Имение было купленной семьёй известного хирурга В. М. Петрашевского, сын которого социалист М. В. Петрашевский в 1849 году тоже оказался на сибирской каторге.
4. ↑  В 1836 году А. А. Бестужев, произведённый после семи лет военных действий в офицерский чин, попросил перевести его с Кавказа, чтобы иметь возможность заниматься словесностью, но резолюция Николая I гласила: «…не Бестужеву с пользой заниматься словесностью; он должен служить там, где сие возможно без вреда для службы. Перевесть его можно, но в другой батальон». В следующем, 1837 году, писатель погиб
5. ↑  Нераспроданные остатки тиража этого сборника в 1874 году были выпущены в продажу в новой обложке с названием «Морские сцены, повести и рассказы старого моряка Н. Бестужева».
6. ↑  В одном из писем Н. А. Бестужев благодарил сестру Елену за присылку заказанных на заводе удобных фарфоровых палитр с инициалами NB на обратной стороне.